# حزب البعث العربي الاشتراكي
حزب البعث العربي الاشتراكي حزب سياسي تأسس في سوريا على يد ميشيل عفلق وصلاح البيطار وزكي الأرسوزي. تبنى الحزب مفهوم البعثية (وتعني «النهضة» أو «الصحوة»)، وهي خليط إيديولوجي من القومية العربية والوحدة العربية والإشتراكية العربية ومعاداة الإمبريالية. تدعو البعثية إلى توحيد الوطن العربي في دولة واحدة. شعاره «وحدة، حرية، اشتراكية»، يرمز إلى الوحدة العربية والتحرر من السيطرة والتدخل غير العربي.
تأسس الحزب بدمج حركة البعث العربي، بقيادة ميشيل عفلق وصلاح البيطار، والبعث العربي بقيادة الأرسوزي، بتاريخ 7 أبريل 1947 تحت مسمى حزب البعث العربي. سرعان ما أنشأ الحزب فروعًا في الدول العربية الأخرى، لكنه لم يصل إلى السلطة سوى في العراق وسوريا. اندمج حزب البعث العربي مع الحزب العربي الاشتراكي الذي يقوده أكرم الحوراني في عام 1952 ليشكل حزب البعث العربي الاشتراكي. حقق الحزب الجديد نجاحاً نسبيا، وأصبح البعث ثاني أكبر الأحزاب في البرلمان السوري في الانتخابات التشريعية السورية 1954. هذا، وإلى جانب القوة المتزايدة للحزب الشيوعي السوري، أدّى إلى إنشاء الجمهورية العربية المتحدة، وهو اتحاد بين مصر وسوريا. أثبت الاتحاد فشله وتم حله بانقلاب سوري في عام 1961.
بعد تفكك الجمهورية العربية المتحدة، أُعيد تشكيل حزب البعث. لكن خلال حكم الجمهورية العربية، أسس نشطاء عسكريون لجنة عسكرية للسيطرة على حزب البعث بأيدي المدنيين. وفي هذه الأثناء، استولى الفرع العراقي من حزب البعث على السلطة في العراق من خلال تدبير وقيادة ثورة رمضان، لكنها فقدوا السلطة بعد بضعة أشهر، قبل أن يستعيدوها مرة أخرى في انقلاب 17 تموز 1968. وقامت اللجنة العسكرية بموافقة عفلق، بالسيطرة على الحكم في سوريا في انقلاب 8 آذار 1963.
سرعان ما نشأ صراع على السلطة بين الفصيل المدني بقيادة عفلق والبيطار ومنيف الرزاز واللجنة العسكرية بقيادة صلاح جديد وحافظ الأسد. مع تدهور العلاقات بين الفصيلين، نظمت اللجنة العسكرية انقلاب عام 1966، الذي أطاح بالقيادة الوطنية بقيادة الرزاز وعفلق وأنصارهم. قسِم انقلاب عام 1966 حزب البعث بين حزب البعث (الفصيل العراقي) وحزب البعث (الفصيل السوري).

## تاريخ

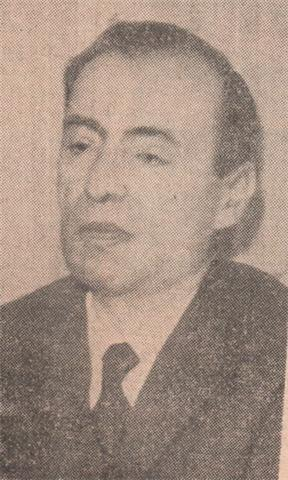
ميشيل عفلق مؤسس حزب البعث العربي الاشتراكي

تأسس الحزب في 7 أبريل 1947 تحت مسمى حزب البعث العربي على يد ميشيل عفلق وصلاح البيطار، وأتباع زكي الأرسوزي في دمشق بسوريا، مؤسساً بذلك الفرع القُطري السوري. وتأسست فروع أخرى في أنحاء العالم العربي في نهاية الأربعينات وبداية الخمسينات، كان من بينها فروع في العراق واليمن والأردن. خلال وجوده، أولت القيادة الوطنية (الهيئة المسؤولة عن الشؤون العربية) اهتماما كبيرا بالشؤون السورية. وعقد المؤتمر الوطني الثاني في يونيو 1954، وانتخب قيادة وطنية من سبعة رجال: عفلق وبيطار وأكرم الحوراني تم انتخابهم لتمثيل فرع القُطر السوري، بينما عبد الله الريماوي وعبد الله نواس تم انتخابهم لتمثيل فرع الأردن. المؤتمر معروف أيضاً بموافقته على اندماج حركة الاشتراكيين العرب مع حزب البعث، والذي حدث في عام 1952.
بدأ فرع القطر السوري بالبروز في أربعينيات وخمسينيات القرن العشرين؛ في انتخابات عام 1954 البرلمانية، فاز الفرع السوري بـ 22 مقعدًا في البرلمان، وأصبح ثاني أكبر حزب في سوريا. 90 في المئة من أعضاء حزب البعث الذين ترشحوا في الانتخابات تم انتخابهم للبرلمان. أدى فشل الأحزاب التقليدية الممثلة بحزب الشعب والحزب الوطني إلى تعزيز مصداقية حزب البعث. ومن خلال هذا الموقف، تمكن الحزب من الحصول على اثنين من المناصب الحكومة لأعضائه؛ عُين بيطار وزيراً للخارجية وأصبح خليل كالاس وزيراً للاقتصاد. ثم تم استغلال موقفه الجديد القوي لتعزيز نجاح اندماج سورية مع مصر جمال عبد الناصر، مما أدى إلى إنشاء الجمهورية العربية المتحدة (UAR) في عام 1958.
في 24 يونيو 1954، قام فؤاد الركابي، الأمين القطري للفرع العراقي، باتهام القيادة الوطنية بخيانة المبادئ القومية العربية بالتآمر ضد الجمهورية العربية المتحدة. في ضوء هذه الانتقادات، عقد حزب البعث المؤتمر الوطني الثالث (عقد في 27 أغسطس - 1 سبتمبر 1959)، والذي حضره مندوبون من «العراق ولبنان والأردن وجنوب الجزيرة العربية والخليج والجنوب العربي والمغرب العربي وفلسطين ومنظمات طلاب حزبية في الجامعات العربية وغيرها من خارج الوطن العربي». المؤتمر معروف بتأييده حل الفرع الإقليمي السوري بقرار من عفلق وبيطار دون استشارة داخلية في عام 1958، وطرد الريماوي، الأمين القُطري للفرع الأردني. رد ريماوي على طرده من خلال تشكيل حزبه الخاص، حزب البعث العربي الاشتراكي الثوري، الذي بدوره أنشأ قيادة وطنية منافسة للقيادة الأصلية. ردت القيادة الوطنية على المشاكل في العراق بتعيين قيادة قطرية مؤقتة في 2 فبراير/شباط 1960، عين فيها طالب الشبيب كأمين قطري، وفي 15 يونيو/تموز 1961 طردت القيادة الوطنية الركابي من الحزب.
في العراق، دعم الفرع القطري العراقي استيلاء عبد الكريم قاسم على السلطة وإلغائه للنظام الملكي العراقي. دعم البعثيون العراقيون عبد الكريم قاسم على أساس أنهم اعتقادهم أنه سيدخل العراق في الجمهورية العربية المتحدة، موسعاً بذلك الجمهورية. لكن ثبت أن هذا الأمر مجرد حيلة، بعد أن انتهج قاسم سياسة العراق أولاً. رداً على ذلك، حاول حزب البعث اغتيال عبد الكريم قاسم في مساء 7 تشرين الأول 1959 في محلة راس القرية، لكن العملية (التي قادها الشاب صدام حسين) فشلت. تم إسقاط قاسم في ثورة رمضان بقيادة الضابط البعثي الشاب أحمد حسن البكر، ويشاع أن تكون مدعومة من قبل وكالة المخابرات المركزية الأمريكية (CIA). وتشير الوثائق التي رفعت عنها السرية وشهادة ضباط سابقين في وكالة المخابرات المركزية إلى أنه لم يكن هناك تدخل أمريكي مباشر، على الرغم من أن وكالة المخابرات المركزية قد أُخطرت سابقاً بمؤامرة انقلابية بعثية سابقة في يوليو/تموز 1962 على يد مخبر رفيع المستوى داخل الحزب. مسؤول وكالة المخابرات المركزية الذي كان يعمل مع أرشيبالد روزفلت الأبن على خطة منفصلة للتحريض على انقلاب عسكري ضد قاسم، والذي أصبح فيما بعد رئيس عمليات السي آي إيه في العراق وسوريا من أواخر عام 1968 إلى يونيو عام 1970 «نفى أي تورط في تصرفات حزب البعث». عندما استولى الفرع القطري العراقي على السلطة، كان ممزقًا بالخلافات الحزبية مما حذى بحلفائه لتدبير انقلاب مضاد أجبر البعثيين على الخروج من السلطة في نوفمبر 1963.
عقد المؤتمر الوطني الرابع في أغسطس 1961 وانتقد أعضائه قيادة عفلق وبيطار، ودعا إلى إعادة تأسيس الفرع القطري السوري، وقلل من التزام الحزب بالقومية العربية بينما شدد في الوقت ذاته على الطابع الاشتراكي للحزب. وبعد عام، وصلت الجمهورية العربية المتحدة إلى أسوء وضع لها في سوريا، ثم أطلق العقيد أركان حرب عبد الكريم النحلاوي انقلاب في 28 سبتمبر/آيلول 1961، أدى إلى إعادة تأسيس الجمهورية العربية السورية.

### الحكم في سوريا والصراعات الداخلية وانقلاب 1966 والانقسام: 1963-1966
أدت تحديات بناء دولة بعثية إلى مناقشات أيديولوجية كبيرة وصراع داخلي داخل الحزب. سيطر الماركسي علي صالح السعدي على الفرع القطري العراقي بشكل متزايد. وتم دعمه في إعادة توجيهه الأيديولوجي من قبل حمود الشوفي، الأمين القطري للفرع السوري، إضافة إلى ياسين الحافظ، أحد المنظرين الإيديولوجيين القلائل في الحزب، وبعض أعضاء اللجنة العسكرية السرية. حصل الجناح الماركسي على أرضية جديدة في المؤتمر الوطني السادس (الذي عقد في أكتوبر 1963)، حيث دعا الفرعين القطريين العراقي والسوري إلى إنشاء «تخطيط اشتراكي» و«زراعة جماعية» يديرها الفلاحون و«السيطرة الديمقراطية للعمال على وسائل الإنتاج»، ومطالب أخرى تعكس محاكاة معينة للاشتراكية على النمط السوفييتي. احتفظ عفلق، الغاضب من هذا التحول الفكري في حزبه، بدور القيادة الاسمي، لكن القيادة الوطنية ككل أصبحت تحت سيطرة المتطرفين. استولى حزب البعث على السلطة في عام 1963، ومنذ ذلك الحين كان حزب البعث هو الحزب السياسي السوري الوحيد المعترف به رسمياً، لكن الحزبية والانشقاق داخل الحزب أدى إلى تعاقب الحكومات والدساتير الجديدة. في 23 شباط/فبراير 1966، أطاح انقلاب قاده صلاح جديد، الرئيس غير الرسمي للجنة العسكرية، بعفلق وحكومة بيطار. كان الانقلاب نتيجة التنافس داخل الحزب بين معسكر صلاح جديد «القطريين»، الذي روّجوا إلى إنشاء سوريا الكبرى، والمعسكر القومي العربي التقليدي المعتدل «القوميين»، الذين كانوا في السلطة. يعتبر أنصار جديد أكثر يسارًا من عفلق وأقرانه. تمكن العديد من معارضي جديد من الهروب وفروا إلى بيروت. نقل جديد الحزب في اتجاه أكثر راديكالية. على الرغم من أنه ومؤيديه لم يكونوا مؤيدين لخط اليسار المتطرف المنتصر في مؤتمر الحزب السادس، إلا أنهم انتقلوا الآن إلى تبني مواقفه. وتم تطهير حزب البعث من معسكر المعتدلين الذين كان يقوده سابقاً عفلق وبيطار.
رغم أنه استغرق بضع سنوات، أدى انقلاب عام 1966 إلى إنشاء قيادتين وطنيتين متنافستين، واحدة يهيمن عليها السوريين وآخرى يهيمن عليها العراقيين. لكن في كل من العراق وسوريا، أصبحت القيادة القطرية هي المركز الحقيقي للسلطة الحزبية، وأصبحت عضوية القيادة الوطنية موقعًا فخريًا إلى حد كبير، وغالبًا ما تكون وجهة الشخصيات التي يتم إخراجها من السلطة. ونتيجة الانقسام أخذ زكي الأرسوزي مكان عفلق كالأب الرسمي للفكر البعثي في حركة البعث المؤيدة لسوريا، في حين أن حركة البعث المؤيدة للعراق لا تزال تعتبر عفلق الأب القانوني للفكر البعثي.

## التنظيم
تم إنشاء الهيكل التنظيمي لحزب البعث في المؤتمر الوطني الثاني من خلال تعديل النظام الداخلي للحزب، والذي تمت الموافقة عليه في المؤتمر القومي الأول للحزب في عام 1947. وتم تشغيل الهيكل التنظيمي من أعلى إلى أسفل، وتم منع الأعضاء من إجراء اتصالات بين المجموعات على نفس المستوى من المؤسسة - يجب أن تمر جميع الاتصالات عبر مستوى أعلى في القيادة.

### تنظيم قومي
كانت القيادة القومية هي الهيئة الحاكمة للحزب بين دورات المؤتمر القومي، وكان يرأسها أمين عام. وبين دورات المؤتمر القومي، كانت القيادة القومية مسؤولة أمام المجلس الاستشاري القومي. كان المجلس الاستشاري القومي منتدى يتكون من ممثلين من الفروع القطرية للحزب. لكن عدد أعضاء المجلس الاستشاري الوطني تم تحديده حسب حجم الفرع القطري. انتخب المؤتمر القومي القيادة القومية والمحكمة القومية والهيئة التأديبية للحزب والأمين العام، الذي هو زعيم الحزب. وقرر مندوبو المؤتمر سياسات الحزب وإجراءاته.
قبل عام 1954، حكمت اللجنة التنفيذية الحزب، ولكن تم استبدال هذا الجهاز إضافة إلى آخرين، في المؤتمر الوطني الثاني. في اللغة البعثية
«القوم» أو «الأمة» تعني الأمة العربية، وبسبب ذلك، شكلت القيادة القومية لتكون أعلى مجلس في صنع السياسات والتنسيق لحركة البعث في جميع أنحاء العالم العربي. كان لدى القيادة القومية عدة مكاتب، مماثلة لتلك الموجودة في القيادة القطرية. عقدت دورات القيادة القومية شهرياً. وكان مكتب الاتصال القومي مسؤولًا عن الحفاظ على الاتصال بالفروع الإقليمية التابعة للحزب.

### تنظيم قُطري
يعكس مصطلح «القُطر» رفض الحزب الاعتراف بالدول العربية كدول قومية منفصلة. القطر في المصطلح البعثي يعني دولة عربية مثل العراق أو سوريا أو لبنان. كان المؤتمر القطري، الذي ضم جميع الفروع القطرية، هو أعلى سلطة في القطر. وكان مسؤول عن انتخاب قيادة قطرية وقيادة الحزب في منطقة محددة والمحكمة القطرية، والهيئة المسؤولة عن فحص الانضباط، والأمين القطري، الذي هو زعيم الحزب القطري. تكون المؤتمر القطري من مندوبين من الفروع المنتشرة في محافظات القطر. وحضر أعضاء آخرين، ولكن كمراقبين. كان المؤتمر القطري مسؤولاً عن تقييم أداء الحزب منذ المؤتمر القطري الأخير، بينما وضع في الوقت نفسه سياسات جديدة للفترة المقبلة، والتي استمرت حتى انعقاد المؤتمر القطري التالي. مدة هذه الفترة كانت تقررها القيادة القطرية. تعمل القيادة القطرية، على غرار قيادة الفرع، من خلال مكاتب وتجتمع لجلسات أسبوعية.
وتحت سلم القيادة القطرية كان هناك فروع. كانت الفروع أعلى من الشعب، ومكونة على الأقل من اثنين إلى خمسة شعب، وعملت على مستوى المحافظة. عقد الفرع مؤتمراً دورياً انتخبت فيه القيادة والأمين. عملت القيادة من خلال مكاتب، مثل مكتب العمال ومكتب الأمانة على سبيل المثال. تحت الفرع كانت الشعبة، الني تتكون من ثلاثة إلى خمسة قطاعات، «وكان ذلك أدنى مستوى للحزب يعقد مؤتمر دوري». كانت بعض الشعب مستقلة عن السلطة المركزية، وانتخبت قيادة وأمناء خاصين بها، في حين تم دمج الشعب الأخرى في فروع أعلى. في هذه الحالات يتم تعيين أمين الشعبة بواسطة الفرع.
القطاع الذي يتألف من قسمين إلى خمسة فرق، يعمل على مستوى حي مدينة كبير أو بلدة أو منطقة ريفية. وانتخبت قيادتها الخاصة ومؤلفة من خمسة أعضاء، ولكن الشعبة هي التي تعين أمين القيادة. أسفل من ذلك يتواجد الفرقة، التي تتألف من اثنين إلى سبعة خلايا، يديرها قائد الفرقة. مثل هذه المجموعات البعثية حدثت في جميع أنحاء البيروقراطية والجيش. وكانوا بمثابة مراقب الحزب وكانوا شكلاً فعالاً من أشكال المراقبة السرية داخل الإدارة العامة. أدنى مستوى كان الخلية. وتتألف من ثلاثة إلى سبعة أعضاء، وكانت الوحدة التنظيمية الأساسية.
كانت المؤسسة العسكرية مكونة من فروع مماثلة لتلك الموجودة في القطاع المدني لحزب البعث. ومع ذلك، وخلافا للقطاع المدني، كانت المنظمة العسكرية تحت سيطرة مكتب عسكري منفصل، وعقدت مؤتمرات عسكرية دورية. تتلاقى المؤسسة العسكرية مع المدنية في المؤتمر القطري.

### عضوية
هناك ثلاثة أنواع من فئات العضوية في حزب البعث: عضو نشط، وعضو متدرب، وداعم. يجب على العضو النشط حضور جميع الاجتماعات الرسمية لوحدة حزبه، وله الحق في التصويت في الانتخابات الحزبية ويمكن أن يترشح لمكتب الحزب. في الفرع القطري السوري، كان على العضو قضاء 18 شهرًا كداعم ليتم ترقيته إلى حالة متدرب، ثم الانتظار لمدة 18 شهرًا أخرى للترقية إلى عضو نشط.

## الإيديولوجية والسياسة

### البعث الكلاسيكي: 1947-1960

#### الأمة العربية

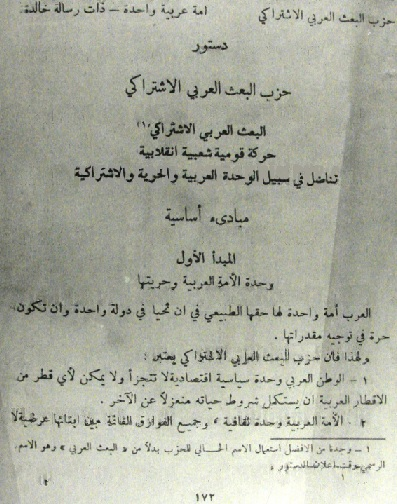
جزء من دستور حزب البعث لعام 1947

منذ البداية، كان الحزب تعبيرا عن الفكر القومي العربي، حيث يشير إلى نفسه باسم «حزب الوحدة العربية». كما استبعدت إيديولوجية الحزب وأخضعت الأقليات الإقليمية مثل الأكراد والتركمان والآشوريين وغيرهم. تم تعزيز النزعات القومية العربية لسلفه، حركة البعث العربي خلال أعوام 1945 إلى 1947 عبر تجنيد أعضاء من حزب البعث العربي لزكي الأرسوزي. نصت المادة الأولى من دستور الحزب على أن «العرب يشكلون أمة واحدة. هذه الأمة لها الحق الطبيعي في العيش في دولة واحدة. [على هذا النحو]، يشكل الوطن العربي وحدة سياسية واقتصادية لا تتجزأ ولا يمكن لأي قطر عربي أن يستكمل شروط حياته منعزلاً عن الآخر.»
للتعبير عن إيمانه العميق بالقومية العربية، صاغ عفلق مصطلح «أمة عربية واحدة ذات رسالة خالدة». فالإيديولوجية الحزبية والبعثية بشكل عام، لم تكن مبنية على مفاهيم مثل طهارة العرق العربي أو الشوفينية العرقية، بل على الأفكار المثالية المستعارة من عصر التنوير. ووفقاً لخبيرة الشرق الأوسط تابيثا بتران، فإن الفكرة الأساسية لإيديولوجية الحزب كانت:

أن الأمة العربية هي كيان دائم في التاريخ. تعتبر الأمة العربية، من الناحية الفلسفية، ليس كتكوين اجتماعي واقتصادي، بل كحقيقة مبشرة تُلهم أشكالاً مختلفة، وأحد أرقى مساهماتها هي أتخاذها شكل الإسلام. لم يكن الإسلام هو الذي صاغ شعوب الجزيرة العربية والهلال الخصيب وشمال أفريقيا، مزوداً إياهم بالقيم الإسلامية، وخاصة اللغة العربية والثقافة العربية، بل الأمة العربية هي التي كونت الإسلام. إن هذا المفهوم للأمة العربية يبرز ضمنا المساهمة العربية في التاريخ. من ناحية أخرى، يمكن التغلب على الانحطاط العربي من خلال عمل تطوعي وروحي، ليس دينياً ولكن أخلاقيًا.

#### الفلاحين والعمال
في أيامه المبكرة أولى البعث اهتماماً قليل للمشاكل التي تواجه الفلاحين والعمال. ويقول حنا بطاطو حول ذلك: «كانت وجهة نظر عفلق حضرية. لم يكن الفلاحون أبدًا موضوعًا لاهتمامه الخاص. في كتاباته بالكاد هناك تعبير عن الاهتمام المركز في فلاحي البلاد.» في حين أن الفلاحين والقضايا التي تواجههم مذكورة في بعض أعمال عفلق، لم يكاد يوجد أي عمق لهم أو للقضايا التي تواجههم. مثال على ذلك، في حالة واحدة يقول عفلق «[النضال الوطني]... لا يمكن إلا أن يستند إلى عمومية العرب وهم لن يشاركوا فيه إذا تم استغلالهم». ثانياً، لم يكن لعفلق أي عداوة رسمية تجاه الإقطاعيين التقليديين. قضايا مثل هذه ستكتسب أهمية فقط عندما يصبح أكرم الحوراني شخصية بارزة في الحزب، وعندما استولى «البعثيون الانتقاليون» على السلطة. من بين الأعضاء الأربعة في اللجنة التنفيذية الأولى، كان وهيب الغانم هو الوحيد الذي أولى اهتماما كبيرا لمشاكل الفلاحين والعمال، لأن الأعضاء الآخرين (عفلق، صلاح الدين البيطار وجليل السيد) كانوا ينتمون إلى الطبقة الوسطى ومتربين على قيمها.
لم يجذب البعث في البداية أتباعاً في المناطق الريفية. بل في الواقع، أثناء انعقاد المؤتمر التأسيسي للحزب، كان هناك فلاح واحد وعامل واحد فقط بين المندوبين الـ 217. معظم المندوبين كانوا إما مدرسين أو طلاب يدرسون في الجامعات. عندما اندمج الحزب العربي الاشتراكي لأكرم الحوراني مع حزب البعث، لم ينضم أغلبية أعضاء الحزب العربي الاشتراكي ذوي الأصول الريفية إلى حزب البعث، بل أصبحوا أتباع شخصيين لحوراني. ومع ذلك، فإن غالبية أعضاء البعث كانت نشئتهم في المناطق الريفية. «البعث الانتقالي»، الذي انبثق من حلّ الفرع القطري السوري عام 1958 وحلّ اللجنة العسكرية، كان أكثر رجعية (ريفية) في النظرة والسياسة والأيديولوجيا.

#### «وحدة، حرية، اشتراكية»
شعار «وحدة، حرية، اشتراكية» هو المبدأ الأساسي في الفكر البعثي. وحدة تعني إنشاء دولة عربية موحدة قوية. حرية لا تعني ديمقراطية ليبرالية، بل بالأحرى التحرر من القمع الاستعماري وحرية التعبير وحرية الفكر. اعتقد عفلق أن حزب البعث، من الناحية النظرية على الأقل، سيحكم ويرشد الناس، في فترة انتقالية من الزمن دون استشارة الشعب، ومع ذلك فقد دعم ديمقراطية داخل الحزب. المبدأ الأخير، «الاشتراكية»، لم تكن تعني الاشتراكية كما هي محددة في الغرب، بل هي شكل فريد من الاشتراكية العربية. وفقاً للفكر البعثي، نشأت الاشتراكية تحت حكم النبي محمد. التفسير الأصلي للاشتراكية العربية لم يجب على أسئلة مثل: إلى أي درجة كانت سيطرة الدولة (اشتراكية الدولة) ضرورية أو المساواة الاقتصادية، بل ركزوا بدلاً من ذلك على تحرير الأمة العربية وشعبها من الاستعمار والظلم بشكل عام.

### البعث الانتقالي: 1960-1964

#### القُطريون ضد القوميين
بعد فشل الجمهورية العربية المتحدة، تم تقسيم حزب البعث إلى فصيلين رئيسيين، القطريين والقوميين. عندما انهار الاتحاد مع مصر، وضع حزب البعث في موقف صعب، فهو ما زال الحزب يسعى إلى الوحدة العربية، لكنه لم يعارض حل الاتحاد، ولم يرغب في السعي إلى اتحاد آخر مع مصر تحت حكم جمال عبد الناصر. لكن لكونه الحزب الوحدوي الذي كان، لم يتمكن قادة الحزب من الإعلان عن موقفهم من هذه القضية. وكانت النتيجة النهائية أن القوميين المؤيدين للوحدة العربية داخل حزب البعث أصبحوا ناصريين ملتزمين. بينما القوميون الأكثر اعتدالاً من العرب أسسوا حزب الوحدويين الاشتراكيي المؤيد للناصريين. أما المجموعة الثالثة، التي قادها أشخاص محبطون من عبد الناصر ومن فترة الجمهورية المتحدة، فقد بقيت في حزب البعث، وتوقفت عن الاعتقاد في جاذبية العروبة. في 21 فبراير 1962، أصدرت القيادة الوطنية سياسة جديدة فيما يتعلق بالمشروع القومي العربي من خلال الإشارة أولاً إلى نجاحات وإخفاقات الجمهورية العربية المتحدة، لكن انهت البيان بالدعوة إلى إعادة تأسيس الجمهورية العربية المتحدة كاتحاد فيدرالي لامركزي مع مصر عبد الناصر. عارض العديد من قادة وأعضاء الحزب هذا التغير في السياسية، حيث كان العديد منهم محبطين من القومية العربية وحكم عفلق المستمر للحزب.
عندما أعيد تأسيس الفرع القطري السوري، كانت غالبية أعضائه في المحافظات ذوي أصول عامية- دروز وعلويين وإسماعيلين. لم يتم إخبار أعضاء الحزب في المحافظات السورية بقرار حل الفرع القطري، والذي في الواقع كسر خط الاتصال مع فروع المحافظات والقيادة الوطنية. صحيح أنه في عام 1962، دعم فصيل القطريين الشعار الذي اعتمد في المؤتمر الوطني الخامس، «تجديد الاتحاد مع مصر والاعتبار من أخطاء الماضي»، لكنهم اعتبروا مثل هذا الشعار كشعار دعائي، وليس كهدف قابل للتنفيذ.

#### «الطريق العربي للاشتراكية»
خيبة الأمل التي شعر بها أعضاء الحزب تجاه المشروع القومي العربي، أدت إلى تطرف تفسير الحزب للأشتراكية. كان ياسين الحافظ، العضو السابق في الحزب الشيوعي السوري، من أوائل المتصدرين لتطرف الحزب. رغم عدم معارضته لمشروع القومية العربية، لكنه أراد تحويل مفهوم الاشتراكية العربية إلى عقيدة اشتراكية علمية وثورية قامت بتكييف الماركسية مع الظروف المحلية. جمال الأتاسي، الذي كان اشتراكيا معتدلا في معظم حياته، دعا إلى التخلي عن الاشتراكية العربية في عام 1963 واعتماد «مفهوم الاشتراكية بحد أقصى» من خلال الادعاء بأن الصراع الطبقي كان القوة المتحركة في المجتمع.
أصبح حمود الشوفي زعيم الفصيل الماركسي في الحزب خلال فترة عمله القصيرة كأمين عام الفرع القطري السوري. تمكن شوفي، بسبب منصبه كرئيس لمكتب تنظيم القيادة القطرية، من تجنيد عدد من الأعضاء الماركسيين أو ذوي التوجه الماركسي إلى قمة التسلسل الهرمي للفرع القطري السوري. سيطر الاشتراكيون الراديكاليون بقيادة علي صالح السعدي على الفرع القطري العراقي في عام 1963، مما أدى إلى التطرف الرسمي في أيديولوجية الحزب.
نتخب المندوبون في المؤتمر القومي السادس لجنة أيديولوجية كانت مسؤولة عن كتابة ميثاق حول إيديولوجية الحزب. كانت النتيجة النهائية وثيقة نقاط المغادرة. الوثيقة التي وافق عليها المؤتمر الوطني السادس، هبطت بالوحدة العربية إلى دور ثانوي وأعطت الاشتراكية مكانة بارزة. استخدمت المفاهيم الماركسية بشكل متبادل جنبا إلى جنب مع المفاهيم البعثية، ومع ذلك كانت الوثيقة مترددة في الاعتراف صراحة بأن بعض الأفكار كانت من أصول ماركسية. في حين أن نقاط المغادرة لم تكن انفصال عن الإيديولوجية التقليدية للحزب، فقد انتقدت الاعضاء القدماء للحزب لإعطاء الوحدة العربية الأولية على الاشتراكية وفشلهم في تحويل البعث إلى نظرية شاملة. في حين أن وثائق الحزب تقول إن الوحدة العربية مشروع تقدمي، فإن سبب أهميتها قد تغير، حيث أعلنت وثيقة نقاط المغادرة: «الوحدة العربية أساس لا غنى عنه لبناء اقتصاد اشتراكي.» كما اعتقد عفلق أيضاً أن الوحدة العربية كانت مجرد هدف وسيط، لكنها كانت تقف في مركز البعثية الكلاسيكية. بدى في نقاط المغادرة، على الرغم من عدم ذكره بقوة، أن هدف الرئيسي والمباشر للحزب الآن هو إنشاء مجتمع اشتراكي.
تم استبدال مفهوم الاشتراكية العربية، الذي اتهم بأنه ضيق الأفق وقومي، بمفهوم «الطريق العربي إلى الاشتراكية». وانتقدت نقاط المغادرة وجهة النظر البعثية الكلاسيكية فيما يتعلق بالملكية الخاصة. دعم البعثيون التقليديون الملكية الخاصة كطريقة لتجنيد العديد من العناصر البرجوازية الصغيرة. دعت الوثيقة إلى تأميم رؤوس الاقتصاد، والدمج البطيء للبرجوازية الصغيرة في الاقتصاد الاشتراكي والقضاء على البرجوازية الوطنية وطبقاتها الحليفة. لحماية الحزب من التطور إلى حزب داعم لرأسمالية دولة، سيخضع الاقتصاد الاشتراكي لسيطرة حزب طليعي مع مشاركة شعبية من الجماهير الكادحة.

### البعث الجديد: 1964-1966
البعث الجديد مصطلح يستخدم لوصف التغيرات الدراماتيكية التي ظهرت في الفكر البعثي من 1960 إلى 1964، واستيلاء اللجنة العسكرية على الفرع القطري السوري والقيادة القومية في الفترة من 1964 إلى 1966. أظهر المؤتمر القومي السادس الاستيلاء على الحزب من قبل اليسار المناهض للعسكرة، والذي عارض كلا من القادة التقليديين في القيادة القومية والبراغماتيين في اللجنة العسكرية. عندما دعا اليسار المناهض للعسكرة إلى ديمقراطية شعبية، دون تدخل الجيش في السياسة الوطنية والنضال الشعبي، أصبحت اللجنة العسكرية قلقة. وبحلول عام 1965، بدأ اليساريون المناهضون للعسكرة في «نشر الشائعات حول الطابع اليميني للطاولة العسكرية (اللجنة العسكرية) داخل الحزب وجهودهم التخريبية لإغراقها. لم يكن هناك ضابط واحد في الحزب لم يكن متهما بالتآمر والميول الرجعية.» بالتعاون مع القيادة القومية، نجحت اللجنة العسكرية في طرد اليسار المناهض للعسكرة من الحزب في المؤتمر القومي السابع. استولت اللجنة العسكرية، التي تسيطر الآن على الفرع القطري السوري، على حزب البعث في انقلاب عام 1966. ووفقًا لخبير الشرق الأوسط أفراهام بن تزور، فإن «البعث [الجديد] في أحدث أشكاله هو جهاز بيروقراطي يرأسه الجيش، تتشكل حياته اليومية وروتينه من القمع العسكري الصارم على الجبهة الداخلية، و[المساعدات السوفيتية من بين أمور أخرى] المساعدات العسكرية».

## الفروع القُطرية

### العراق
أسس فؤاد الركابي الفرع القُطري العراقي عام 1951 أو 1952. وهناك من يتتبعون تأسيس الفرع إلى عبد الرحمن الدامون وعبد الخالق الخضيري في عام 1947، بعد عودتهما من المؤتمر القومي الأول الذي عقد في سوريا. وهناك رواية أخرى تقول أن الفرع تأسس في عام 1948 من قبل الركابي وسعدون حمادي. ومع ذلك، يؤكد إفرايم كارش وإناري راتسي أن الفرع القطري قد تم تأسيسه في الأربعينيات من القرن العشرين، ولكنه حصل على اعتراف رسمي باعتباره الفرع القطري لحزب البعث في عام 1952 من قبل القيادة القومية. ما هو مؤكد هو أن ركابي قد انتخب أول أمين قطري للفرع القطري في عام 1952.
تألف الحزب في البداية من أغلبية من المسلمين الشيعة، حيث جند الركابي أنصاره بشكل رئيسي من أصدقائه وعائلته، وقد كان الجهاز الحزبي، وكوادره المتقدمة، بشكل رئيس من فروع الحزب في بغداد والفرات الأوسط والجنوب إلى حد ما، بينما كانت المحافظات الأخرى، تشهد بعض التنظيمات الحزبية بمستوى الشعبة أو أدنى من ذلك، وقد استمر الحال في تكوين القيادة القطرية والكادر المتقدم من هذه الفروع تحديدا، لحوالي الخمسة عشر عاما، وحتى نهاية العام 63.
وبعد تنحي أمين سر القطر فؤاد الركابي، في العام 59, وهو من مدينة الناصرية الجنوبية، وقد تم نفيه قبل ذلك إلى ديالى، ليؤسس فيها تنظيما للحزب، فقد تولى قيادة الحزب من بعده، طالب شبيب، ثم علي صالح السعدي وحازم جواد، وجميعهم من أصول في الفرات الأوسط والجنوب، كما إن القيادة القطرية بجل أعضائها، كانت من هذه المناطق، وهم إلى جانب علي صالح السعدي وطالب شبيب وحازم جواد، كل من سعدون حمادي ومحسن الشيخ راضي، وهاني الفكيكي، وحميد خلخال، وهي القيادة التي قادت الحزب في حركة الثامن من شباط 63, بينما كان الضباط البعثيون، ممثلون بما عرف بالمكتب العسكري الاستشاري، مثل أحمد حسن البكر وصالح مهدي عماش وحردان التكريتي، وقد تولى علي صالح السعدي منصب نائب رئيس الوزراء وزير الداخلية، الذي كانت بيده زمام القيادة الفعلية، بينما عينت القيادة أحمد حسن البكر رئيسا للوزراء، وعبد السلام عارف رئيسا للجمهورية، بسبب ميولهم القومية، وقد تولى كل من طالب شبيب وحازم جواد، مواقع سيادية في الحكومة، وتولى جميع أعضاء القيادة، العضوية في المجلس الوطني لقيادة الثورة.
وبعد فشل الحركة في الثامن عشر من تشرين 63، أقصيت القيادة القطرية التقليدية، لأول مرة منذ تأسيس الفرع العراقي للحزب، وتولت قيادة قطرية مشكلة من قبل القيادة القومية في دمشق، إذ دخل فيها لأول مرة كبار الضباط البعثيون، مثل البكر وعماش، وسرعان ما أصبح يهيمن على القيادة العرب السنة، خاصة من الضباط وممثلي المحافظات الوسطى والغربية وبغداد، وفي الحقيقة أن العرب الشيعة في العراق، كانوا ذوي ميول قومية عربية منذ تأسيس الدولة العراقية الحديثة، كونهم كانوا يقاومون سياسة التتريك العثماني، بأدوات قومية وعروبية، وهي التي حفظت للعراق هويته القومية العربية، ولذا كانت سائر الأحزاب القومية العروبية، مثل حركة القوميين العرب والحركة الاشتراكية العربية وحزب الوحدة وغيرها، مؤسسة وناشطة في مناطق الفرات الأوسط تحديدا، وفي مراحل متأخرة، اعتبرت الأيديولوجية القومية العربية كمشروع سني، لأن غالبية العرب هم من السنة، غير أن الجسم الرئيس في الجهاز الحزبي للبعث والأحزاب القومية الأخرى، بقي بغالبيته من العرب الشيعة.
في وقت انقلاب 14 تموز سنة 1958، والتي أطاحت بالمملكة الهاشمية، كان لدى الفرع الإقليمي 300 عضو. أيد الفرع القُطري العراقي حكم عبد الكريم قاسم على أساس أنه سيسعى إلى ضم العراق إلى الجمهورية العربية المتحدة. من بين 16 عضواً في حكومة قاسم، كان 12 منهم أعضاء في حزب البعث. بعد توليه السلطة، قام قاسم بتغيير موقفه من الجمهورية العربية المتحدة، ليعود إلى «سياسة العراق أولاً» القديمة. هذا التحول أغضب الفرع القُطري والجماعات القومية العربية الأخرى. بسبب انعكاس سياسته، جمع الفرع القُطري مجموعة يقودها صدام حسين، حاولت لكنها فشلت في اغتيال قاسم.
استولى الفرع القُطري على السلطة في انقلاب 8 شباط عام 1963. قاد الانقلاب عضو بارز في الفرع القطري هو أحمد حسن البكر. وعين مخططوا الانقلاب عبد السلام عارف، وهو من الناصريين، إلى رئاسة الجمهورية في حين تم تعيين البكر رئيساً لوزراء البلاد. ومع ذلك كانت السلطة الحقيقية في يد علي صالح السعدي، الأمين القطري للحزب. بعد توليه السلطة، بدأ الفرع القُطري من خلال ميليشياه، الحرس القومي، ما أشار إليه الخبير بالشأن العراقي كون كوفلين بـ«عربدة من العنف» ضد العناصر الشيوعية واليسارية. أدت هذه الإجراءات القمعية إلى جانب الانقسامات داخل الفرع القٌطري إلى انقلاب 18 تشرين الثاني 1963 من قبل الرئيس عارف ومؤيديه الناصريين. يعتقد الخبير بالشأن العراقي مالك المفتي أن عفلق ربما أيد انقلاب عارف لأنه أضعف موقف السعدي داخل الحزب وعزز مكانته. أجبر الانقلاب الفرع القُطري على الاختباء. وتم سجن العديد من البعثيين البارزين، مثل البكر وصدام لفترة. على الرغم من ذلك، انتخب الفرع القطري البكر أمينا له في عام 1964. ثم قاد البكر انقلاب في 17 تموز 1968 أطاح بحكم عارف ووصل به وبحزب البعث إلى سدة الحكم.

### سوريا
أخذت السياسة السورية منعطفاً دراماتيكياً في عام 1954 عندما أطيح بحكومة أديب الشيشكلي العسكرية وتم إعادة النظام الديمقراطي. حزب البعث، الذي أصبح الآن منظمة كبيرة وشعبية، حصل على 15 مقعدًا من أصل 142 مقعدًا في الانتخابات السورية في ذلك العام، ليصبح ثاني أكبر حزب في البرلمان. إضافة إلى الحزب الشيوعي السوري، كان حزب البعث هو الحزب الوحيد القادر على تنظيم احتجاجات جماهيرية بين العمال. كان الحزب مدعومًا من قبل المفكرين بسبب موقفهم المؤيد للمصريين والمعادي للإمبريالية إلى جانب الدعوة للإصلاح الاجتماعي.
واجه حزب البعث منافسة كبيرة من المنافسين الأيديولوجيين، ولا سيما الحزب السوري القومي الاجتماعي، الذي دعم إنشاء سوريا الكبرى. كان الخصم الرئيسي لحزب البعث هو حزب الشيوعي السوري، الذي كان دعمه للنضال الطبقي والوطنية لعنة على حزب البعث. بالإضافة إلى المنافسة على مستوى البرلمان، تنافست جميع هذه الأحزاب (وكذلك الإسلاميين) على مستوى الشارع في تجنيد الدعم من الجيش.

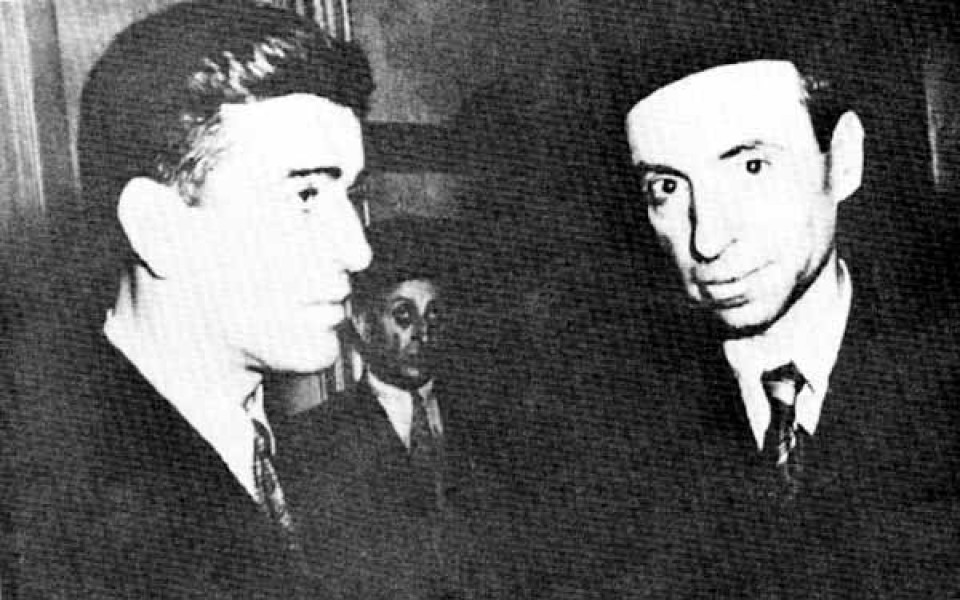
أكرم الحوراني (يسار) مع ميشيل عفلق عام 1957.

وبحلول نهاية عام 1957، تمكن الحزب الشيوعي السوري من إضعاف حزب البعث إلى حد أن حزب البعث صاغ مشروع قانون في ديسمبر دعا إلى الاتحاد مع مصر، وهي خطوة ثبتت شعبيتها. قامت قيادة حزب البعث بحل الحزب في عام 1958، مراهنين على أن حَظر بعض الأحزاب سيضر الحزب الشيوعي أكثر مما يضر حزب البعث.
أدى انقلاب عسكري في دمشق عام 1961 إلى وضع نهاية للجمهورية العربية المتحدة. وقع 16 سياسيا بارزا بيانا يدعم الانقلاب، من بينهم الحوراني وصلاح الدين البيطار (تراجع عن توقيعه لاحقاً). في أعقاب حل الجمهورية العربية المتحدة، أعيد تأسيس حزب البعث في المؤتمر القومي الخامس عام 1962. في ذلك المؤتمر لم تظهر اللجنة العسكرية نفسها للجناح المدني من الحزب. أثناء المؤتمر، أجرى عفلق واللجنة العسكرية، من خلال محمد عمران، اتصال للمرة الأولى؛ طلبت اللجنة الإذن لبدء انقلاب؛ عفلق أيد المؤامرة.
بعد نجاح انقلاب 8 شباط 1963 التي قادها الفرع القُطري العراقي لحزب البعث، دعت اللجنة العسكرية على عجل إلى الانقلاب ضد رئاسة ناظم القدسي. أثبت انقلاب 8 آذار نجاحه، وتم تأسيس حكومة بعثية في سوريا. أول أوامر مخططو الانقلاب كان إنشاء المجلس الوطني لقيادة الثورة، المكون بالكامل من البعثيين والناصريين، وسيطر عليه الأفراد العسكريون وليس المدنيين منذ البداية. بينما وصل حزب البعث إلى السلطة، كانت هناك مشكلة: الصراعات داخله. أجبرت اللجنة العسكرية، التي كانت في حد ذاتها أقلية ضئيلة من عضوية حزب البعث الصغيرة أصلا، على الحكم بالقوة. كان لحزب البعث 2500 عضو فقط بحلول منتصف عام 1963، حيث كان يفتقر إلى قاعدة شعبية. حتى لو توسعت عضوية الحزب، فإن الطريقة الاستبدادية للحكم التي استقدمها الحزب عند وصوله إلى السلطة سوف تسوء، ولن تتحسن.
مشكلة أخرى هي أن الجناح المدني كان ممزقًا بسبب الاقتتال الداخلي بين الفصيل الاشتراكي المتطرف والآخر المعتدل، بينما كان الجيش موحداً أكثر. وبكل الاحوال، جمعت القيادة القطرية السورية سلطاتها ببطء من خلال إضعاف القيادة القومية. كل هذا وصل إلى ذروته في الانقلاب السوري عام 1966.

### الأردن
بعد تأسيس الحزب في سوريا، انتشرت الأفكار البعثية في جميع أنحاء العالم العربي. في الأردن، انتشر الفكر البعثي لأول مرة في الضفة الشرقية في أواخر أربعينيات القرن العشرين، وعلى الأخص في الجامعات. في حين أن الفرع القُطري لم يتم تشكيله حتى عام 1951، عقدت عدة اجتماعات في الجامعات حيث كان الطلاب والأساتذة على حد سواء يناقشون الفكر البعثي. على الرغم من أن الأيديولوجية تحظى بشعبية كبيرة، فقد استغرق الأمر وقتًا قبل إنشاء الفرع القُطري. قامت مجموعة من المعلمين بتأسيس الفرع القُطري في مدينة الكرك. في البداية، تم استخدام العيادة التي يملكها عبد الرحمن شقير كمكان للاجتماع الفرع. أصبح بهجت أبو غربية أول عضو في الفرع الإقليمي في الضفة الغربية، وبالتالي تحمل مسؤولية بناء تنظيم الحزب في تلك المنطقة. في الضفة الغربية، كان الفرع الأكثر نشاطًا في مدينتي القدس ورام الله.
عقد المؤتمر الإقليمي الأول في عام 1951 في منزل عبد الله الريماوي. حدد المؤتمر «المسار المستقبلي للحزب». وعُقد المؤتمر الإقليمي الثاني في العام التالي، هذه المرة في منزل عبد الله نواس. انتخبت قيادة قطرية وعيّنت الريماوي كأمين قطري للفرع. ووافق الشقير وغربية ونواس على الخدمة في اللجنة المركزية للفرع القطري. بعد فترة قصيرة من انعقاد المؤتمر الإقليمي الثاني، أطلق الفرع حملة تجنيد ناجحة في الأحياء والمدن الأردنية والفلسطينية. في 28 أغسطس 1956 أصبح الفرع قانونياً بقرار من قبل المحكمة العليا. تم انتخاب كل من الريماوي ونواس انتخبوا للبرلمان في انتخابات 1950 و 1951 كنواب مستقلين (لم يكن الفرع قانونيًا في ذلك الوقت). في انتخابات 1951، تمكن الفرع من انتخاب ثلاثة أعضاء للبرلمان. تمكن الريماوي من الاحتفاظ بمقعده في البرلمان حتى انتخابات 1956. لا يمكن اعتبار أي من هذه الانتخابات ديمقراطية. تم سجن شقير خلال انتخابات 1951 من قبل السلطات لأن وجهات نظره اعتبرت راديكالية. قبل أقل من شهر من يوم الانتخابات، قدرت السفارة البريطانية في عمان أن شقير سوف يحصل على نصر سهل. ومع ذلك، وبسبب الطبيعة غير الديمقراطية للانتخابات، لم يتم انتخاب شقير. كان الناخبون الذين صوتوا لصالح مرشحين بعثيين يعيشون في إربد وعمان على الضفة الشرقية، والقدس ونابلس في الضفة الغربية.
نفت الحكومة الأردنية شقير إلى جنوب البلاد، وهناك استخدم وقت فراغه في قراءة الأدب الماركسي واللينيني. ورغم أنه لم يصبح شيوعيا، لكن بدأ شقير يدعم مفاهيم شيوعية. بعد عودته من المنفى حاول إقناع الفرع القُطري بالانضمام إلى جبهة انتخابية مع الحزب الشيوعي الأردني. لكن عارض قادة الفرع القُطري الريماوي ونواس والغربية ومنيف الرزاز مثل هذه الفكرة، وبسبب ذلك غادر شقير حزب البعث.
تم انتخاب الريماوي ونواس للقيادة القومية في المؤتمر القومي الثاني (الذي عقد في عام 1952). في المؤتمر القومي السادس والسابع، انتخب الفرع القطري الرزاز إلى القيادة القومية.

### لبنان

شعار قديم

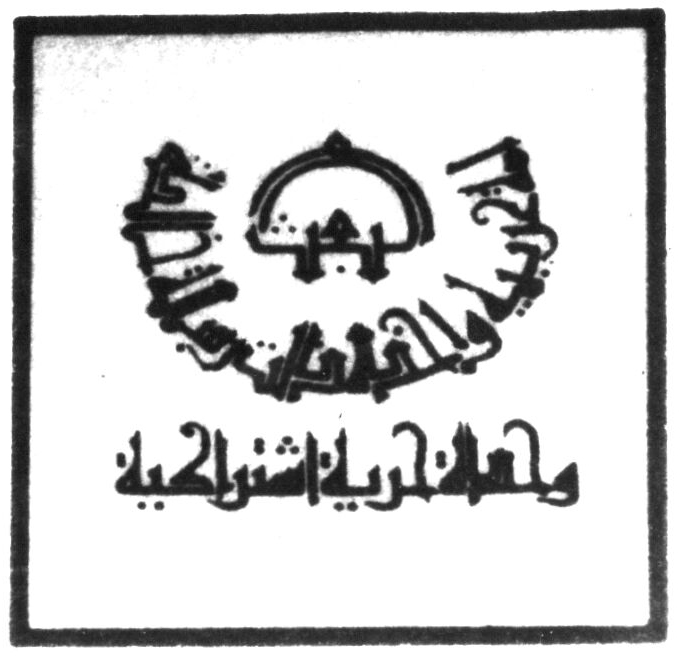
وحدة، حرية، اشتراكية

تم تأسيس الفرع الإقليمي اللبناني في 1949-1950. وخلال فترة وجود الجمهورية العربية المتحدة، تم تقسيم الفرع الإقليمي إلى فصيلين، أولئك الذين يدعمون ناصر والذين يعارضونه. الفرع الإقليمي كان الأقوى في مدينة طرابلس. في انتخابات عام 1960، كان عبد المجيد الرفاعي على بعد أصوات قليلة من الفوز بالانتخابات البرلمانية. واجه الرفاعي مشكلة مستمرة أثناء حملته الانتخابية وهي النقد الموجه له وللفرع القطري من قبل الحزب الشيوعي اللبناني. في طرابلس دعم الشيوعيون ترشيح رشيد كرامي، لضمان انتصار على الفرع القطري. في 17 يوليو 1961، قامت مجموعة من البعثيين المناصرين بقيادة عبد الله الريماوي بإطلاق النار على العديد من أعضاء الفرع القطري.
خلال سنوات حكم الجمهورية المتحدة، عبرت نفسإلى الفرع اللبناني. في المؤتمر القومي الرابع (الذي عقد في لبنان)، والذي حضره الانقسامات الحزبية من الفرع السوري بشكل رئيسي مندوبون يمثلون لبنان، تمت الموافقة على عدة قرارات بلهجة واضحة مناهضة لناصر. وفي الوقت نفسه، كان انتقاد الموجه إلى عفلق وبيطار قاسياً، حيث تم انتقاد سجل قيادتهما وأيديولوجيتهما. تمت الموافقة على قرار، ينص على أن قادة الحزب [عفلق والبيطار من بين آخرين تعجلوا بالدخول في اتحاد مع مصر، وقاموا بشكل غير صحيح بحل الفرع الإقليمي السوري في عام 1958، معطين القومية العربية الأولوية بينما كانت الاشتراكية هي الأهم، والحاجة إلى استخدام الأدوات الماركسية، وليس البعثية، لتحليل الوضع الحالي والحاجة إلى أن يعزز الحزب من مواقفه بين الطبقات الشعبية - العمال والفلاحين والحرفيين وأصحاب المتاجر. بسبب موقف الفرع القطري اللبناني، دعا عفلق في المؤتمر الوطني الخامس عدداً كافياً من مندوبي الفرع القطري العراقي لتحييد المندوبين اللبنانيين. وفي الوقت نفسه، عارض الفرع القطري اللبناني حوراني وفصيله. في المؤتمر القومي السادس، انتخب الفرع القطري اللبناني جبران مجدلاني وخالد العلي للقيادة القومية.
في المؤتمر القومي السابع، قامت القيادة القومية بالتعاون مع اللجنة العسكرية إما بطرد أو إبعاد اليساريين، وفي الحالات الأكثر قسوة، طردتهم من الحزب. نجح الفرع القطري اللبناني في انتخاب ثلاثة أعضاء للقيادة القومية في المؤتمر القومي السابع: مجدلاني والعلي وعبد المجيد رافي.

### ليبيا
تأسس الفرع الإقليمي في الخمسينات على يد عمر طاهر دغايس. كانت البعثية قوة سياسية رئيسية في ليبيا بعد تأسيس الجمهورية العربية المتحدة. تم استقطاب العديد من المفكرين إلى الأيديولوجية البعثية خلال السنوات الأخيرة من المملكة الليبية. ومع ذلك، وبمساعدة من الدعاية الناصرية، قام العديد من البعثيين بتغيير الانتماء وأصبحوا ناصرين بدلاً من ذلك. كان نمو هذه الأيديولوجيات القومية العربية يقلق الحكومة، مما أدى إلى سجن عدد من الضباط العسكريين الناصريين والبعثيين في أوائل الستينات. اتهم البعثي بالعمل على قلب النظام السياسي والاقتصادي والاجتماعي في المملكة. تراوحت الأحكام بالسجن من ثمانية أشهر إلى سنتين. وبحلول عام 1964، لم يتمكن الفرع الإقليمي الليبي إلا من إنشاء مستوى واحد أقل من القيادة القطري، وهو مستوى الفرع. وقدر الأخصائي بالشأن السوري جون ديفلين أن الفرع الإقليمي الليبي كان يضم من 50 إلى 150 عضوا في عام 1964.

### أقطار أخرى
بعد تأسيس حزب البعث، تم تأسيس فروع قطرية في الكويت والمملكة العربية السعودية. ثم فروع في شمال اليمن وجنوب اليمن. في تونس، تأسس فرع قطري في الخمسينيات من القرن العشرين، لكنه أُجبر على العمل بالسر طوال فترة وجوده. انتخب الفرع القطري السعودية علي الغنّام لتمثيلهم في القيادة القومية السابعة. في حين أنه غير معروف حاليا أي جانب التحق به البعث السعودي بعد انقسام عام 1966، لكنها نشرت صحيفة «صوت الطلائع» من 1973 إلى 1980. كان الفرع منتقدًا قويًا للعائلة المالكة السعودية والإمبريالية الأمريكية. كان أغلب أعضائه شيعة. في أواخر عام 1963، تم إنشاء خلايا البعث في السودان، وكانت هناك شائعات حول تأسيس خلية بعثية في مصر.

## وصلات خارجية
- الموقع الرسمي لحزب البعث
- ميشيل عفلق - في سبيل البعث - الكتابات السياسية الكاملة لمؤسس البعث